# Bernardino Baldi
Bernardino Baldi (Urbino, 6 de junho de 1553 — Urbino, 10 de outubro de 1617) foi um matemático e escritor italiano.

## Obras

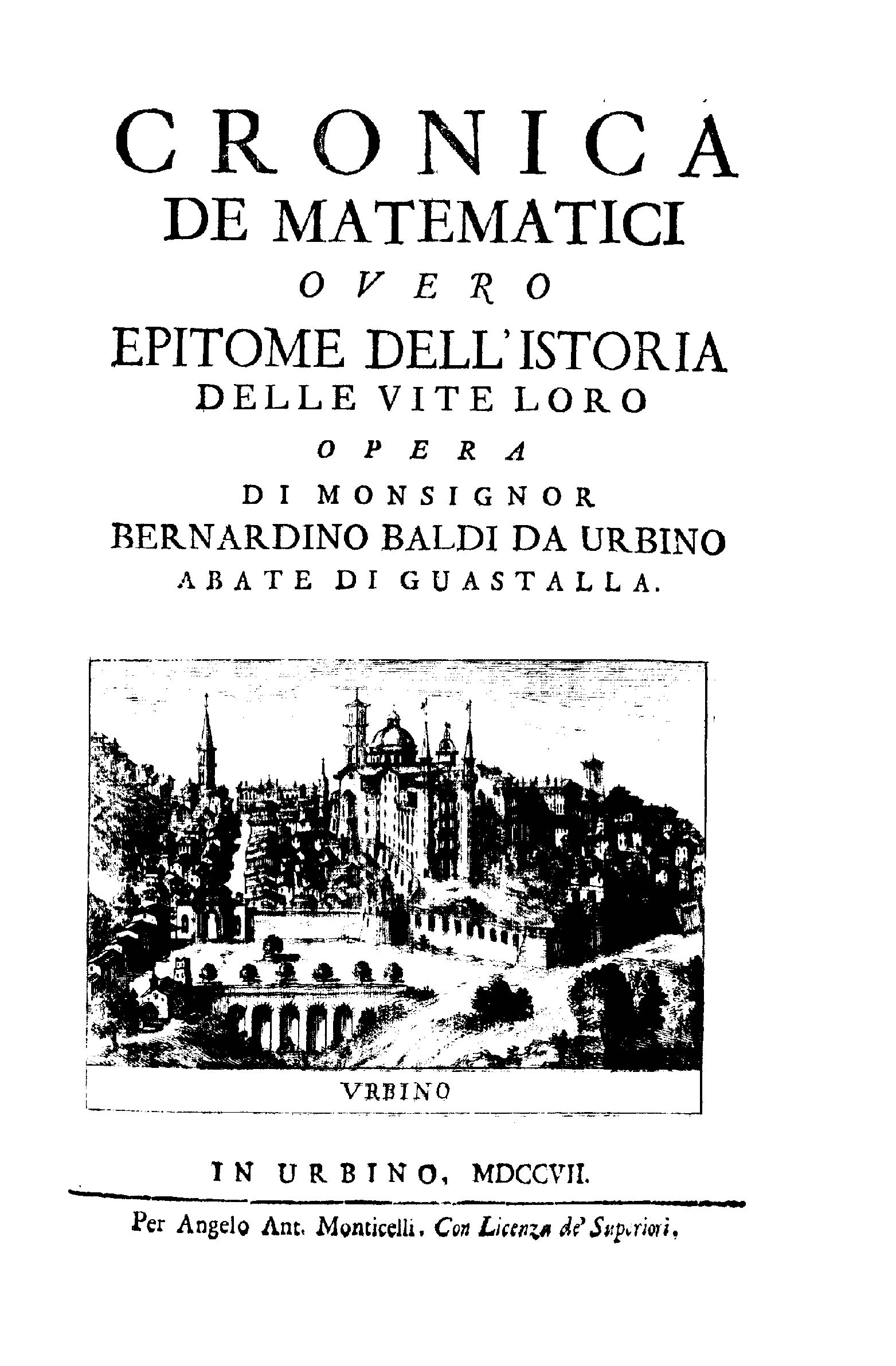
Cronica de matematici, 1707

### Científicas
- Di Herone Alessandrino de gli automati (Venice, 1589; repr. 1601)
- Scamilli impares Vitruviani (Augsburg, 1612)
- De Vitruvianorum verborum significatione (Augsburg, 1612) -- a.k.a. Lexicon Vitruvianum
- Heronis Ctesibii Belopoeeca (Augsburg, 1616)
- In mechanica Aristotelis problemata exercitationes (Mainz, 1621)
- Cronica de' matematici (Urbino, 1707)

### Outras
- La corona dell'anno (Venice, 1589)
- Versi e Prose di Monsignor Bernardino Baldi da Vrbino (Venice, 1590)
- II Lauro, scherzo giouenile (Pavia, 1600)
- La Deifobe, overo gli oracoli della Sibilla Cumea Monodia (Venice, 1604)
- Il Diluvio universale, cantato, con nuova maniera di versi (Pavia, 1604)
- Concetti morali (Rome, 1607)
- Oratione di Bernardino Baldi... alla Serenità del nouvo Duce M. Antonio Memmo (Venice, 1613)
- In tabvlam aeneam Evgvbinam, lingua Hetrusca veteri perscriptam, divinatio (Augusta Vindelicorum, 1613)